# Zaida
Zaida é uma cidade do Paquistão localizada na província de Caiber Paquetuncuá.